# Macrocentrus kurnakovi
Macrocentrus kurnakovi är en stekelart som beskrevs av Vladimir Ivanovich Tobias 1976. Macrocentrus kurnakovi ingår i släktet Macrocentrus och familjen bracksteklar. Inga underarter finns listade i Catalogue of Life.